# Paralisi periferica del nervo facciale

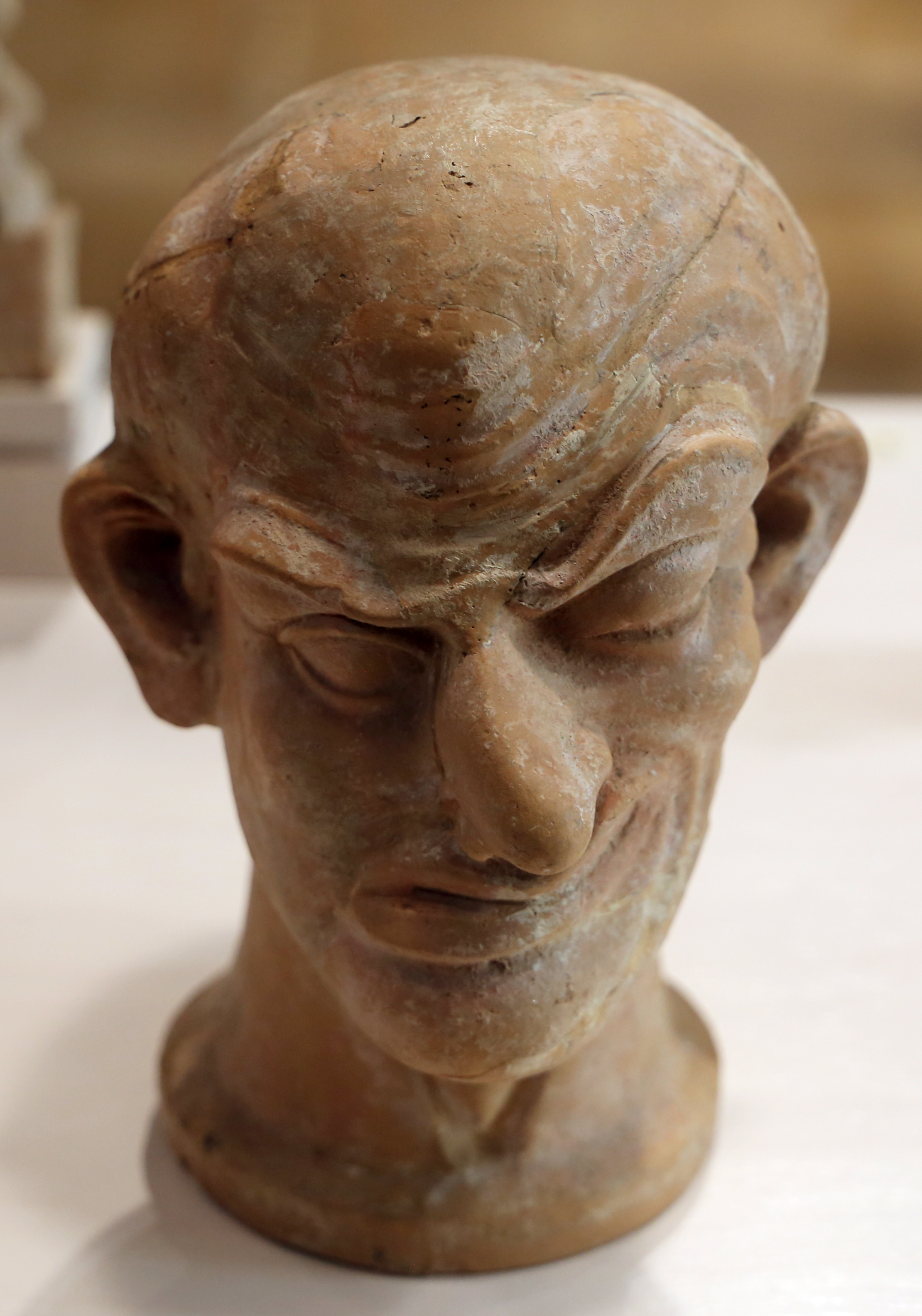
Arte romana, testa d'uomo con paralisi facciale (II secolo d.C.)

La paralisi del nervo facciale può essere centrale o periferica, facilmente distinguibili da un punto di vista clinico: infatti i nuclei motori del facciale sono due, uno superiore innervato bilateralmente e uno inferiore che riceve solo una innervazione controlaterale. Ne consegue che una paralisi centrale sarà incompleta, interessando solo la metà inferiore del volto controlaterale. Al contrario una paralisi periferica sarà completa e omolaterale.

## Anatomia
Il nervo facciale propriamente detto è un nervo prevalentemente motorio che innerva la muscolatura mimica del volto. Grazie all'anastomosi con il nervo intermedio di Wrisberg diventa un nervo misto, fornendo la sensibilità gustativa ai 2/3 anteriori della lingua e fibre secretorie parasimpatiche per le ghiandole lacrimale, sottolinguale e sottomandibolare, oltre che per la mucosa della cavità nasale.

## Cause
Possiamo considerare 3 gruppi di cause della paralisi periferica del facciale, a seconda del decorso del nervo:
- Cause intracraniche, come neoplasie dell'angolo ponto cerebellare, meningiti, disturbi vascolari e fratture della base cranica.
- Cause intratemporali, le più frequenti, causate da otiti, fratture della rocca petrosa, carcinomi dell'orecchio medio, la sindrome di Ramsay Hunt tipo II o la paralisi di Bell.
- Cause extracraniche come traumi o ferite facciali e patologie della parotide come neoplasie o parotiti.

## Manifestazioni cliniche
Il quadro clinico sarà caratterizzato da una serie di segni statici, nell'emivolto omolaterale:
- Rima orale deviata verso il basso
- Rima palpebrale più aperta
- Rughe frontali appiattite
- Sopracciglia abbassate
- Segno di Schultze, con la parte posteriore della lingua che si abbassa dal lato leso per paralisi del ventre posteriore del digastrico
- Epifora, perdita di lacrime.

Si potranno anche rilevare una serie di segni dinamici:
- Segno di Bell, rotazione del bulbo oculare verso l'alto e verso l'esterno allo sforzo di chiudere le palpebre.
- Segno di Negro, iper-rotazione del bulbo oculare verso l’alto nel lato affetto quando il paziente guarda verso l’alto.
- Impossibilità di soffiare, fischiare, gonfiare le guance
- Lagoftalmo, impossibilità di chiudere le palpebre.

A questo quadro si potrà anche associare xeroftalmia e xerostomia, perdita della sensibilità gustativa dei 2/3 anteriori della lingua, assenza del riflesso corneale e naso-palpebrale.